# Pataecidae
Famille
Les Pataecidae sont une famille de poissons téléostéens de l'ordre des Scorpaeniformes. 

## Liste des espèces
Selon World Register of Marine Species (16 février 2021) :
- genre Aetapcus Scott, 1936
- genre Neopataecus Steindachner, 1884
- genre Pataecus Richardson, 1844